# 伊達幸志
伊達 孝時（だて こうじ、1987年11月23日 - ）は、日本のシンガーソングライター、ギタリスト。東京都出身。血液型はA型。

## 人物
幼少期を柴又で過ごし、小学生でテニスを始める。中学時代にギターの弾き語りを始める。一方でテニスのプロも目指していたが挫折。
2004年、15歳の時に伊達晃二として当時のテニスコーチの紹介により芸能事務所ビーエム・アイに所属し、テレビ神奈川『YOKOHAMA MUSIC EXPLORER』にレギュラー出演する。
17歳で『ミュージカル テニスの王子様 The Imperial Match 氷帝学園』に鳳長太郎役として抜擢され一躍人気となる。他の出演者のテニスコーチも務め、俳優・アイドル活動に取り組む傍ら、ミュージシャンとしては自身の誕生日に横浜 7th AVENUEで初のライブを行う。
2006年、『ROCK'N JAM MUSICAL II』でギタリストの是永巧一と出会った事をきっかけに、俳優を辞め音楽で生きていく事を決意。
2007年にはファーストアルバム『逆光』を佐藤準プロデュースの下にリリース。日本青年館でワンマンライブを行う。
2008年、当時の氷帝学園のキャストが再集結する中、『ミュージカル テニスの王子様 The Imperial Presence 氷帝 feat.比嘉』への出演を辞退。当公演が始まる前に出演したラジオ番組での問題発言が飛び火し、ブログが炎上する。
2009年、『坂崎幸之助のお台場フォーク村デラックス』にゲスト出演する傍ら、ライブハウスや路上でのライブ活動を行う。またアルバム『こんな時代だから』でテイチクエンタテインメントインペリアルレコードよりメジャーデビューを果たす。
翌年2010年2月、シングル『青春なんて』の発売を機に「伊達孝時」に改名。また同年3月に佐藤準と是永巧一のプロデュースの下アルバム『どーも。』をリリース。
2011年加藤和樹とのユニット『JOKER』を結成し、avex traxより『NO.1』にて再びデビュー。同時に「伊達幸志」に改名。全国ツアーを行い、主に楽曲制作、ギタリストとして活躍するも2013年3月に活動休止。
デビュー10周年を迎えた現在も、ソロでのライブ活動をはじめ泉谷しげる等様々なミュージシャンのサポートギターを務めている。
- 本田美奈子.は伊達の事務所の先輩である。
- 師匠と慕うギタリスト是永巧一はミュージカルでの共演以降、師弟関係にある。
- YouTubeにUPされている『虹の橋』は、是永巧一と佐藤準の愛猫が亡くなった際に彼らのために作詞作曲され、捧げられた。
- THE ALFEEの坂崎幸之助と親交があり、伊達が加藤和彦のギターを所有した事を機に意気投合。坂崎のラジオにも度々出演している。
- 共演を機に交流を始めた泉谷しげるとは、ユニット『もうギター投げないズ』を結成。
- 大の動物好き。

## ディスコグラフィー

### シングル
1. 青春なんて c/w：負け犬の唄（TECI-199：2010年2月3日）

### アルバム
1. 逆光（DDCZ-1481：2007年11月7日）
2. こんな時代だから（TECI-1257：2009年7月22日）
3. どーも。（TECI-1278：2010年3月3日）

## LIVE
- 「First DATE in Yokohama」2005年11月23日
- 「Second Live [Love2]」2006年7月2日
- 「Christmas Concert」2006年12月24日
- 「DATE KOJI Concert in 日本青年館」2007年11月18日
- 「伊達晃二ライブin 横浜」2008年3月23日
- 「伊達晃二ライブin 六本木」2008年5月3日
- 「坂崎幸之助のお台場フォーク村デラックス」2009年8月18日
- 「伊達幸志LIVE 〜どーも〜」2013年8月10日
- 「伊達幸志アコースティックミニライブ＆トークライブ」2014年5月5日
- 「伊達幸志LIVE2014 in DESEO」2014年5月5日
- 「伊達幸志LIVE2014 〜夏〜」2014年8月2日
- 「伊達幸志ライブ in 代々木ARTICA」2014年8月30日
- 「伊達幸志ギター会」2014年10月19日
- 「伊達幸志バースデイ的ライブ in 代々木ARTICA」2014年11月15日
- 「DATE KOJI凱旋LIVE！！」2015年6月28日
- 「泉谷しげるアートTシャツ展トーク＆ライブ in 代官山蔦谷」2015年9月13日
- 「伊達幸志ワンマンライブ in 月視ル君想フ」2015年9月13日
- 「伊達幸志10周年ライブ＆忘年会！」2015年12月20日
- 「キシマナミ＆伊達幸志LIVE」2016年2月27日

## 主な出演作品

### テレビ
- YOKOHAMA MUSIC EXPLORER〜探求好的音楽〜（テレビ神奈川）

### 映画
- 実写版「テニスの王子様」　- 鳳長太郎役

### 舞台
- ミュージカル テニスの王子様（2005年 - 2007年） - 鳳長太郎 役
  - The Imperial Match 氷帝学園（2005年）
  - The Imperial Match 氷帝学園 in winter 2005-2006（2005年 - 2006年）
  - Dream Live 3rd（2006年）
  - Advancement Match 六角 feat. 氷帝学園（2006年）
  - Dream Live 4th（2007年）
- ROCK'N JAM MUSICAL II（2006年 - 2007年）
- R☆J LIVE MUSICAL（2007年）

### ラジオ
- 伊達孝時 歌って語る歌謡曲（2019年9月 - 、fmさくだいら・ミュージックバード）